# Poliportes
Poliportes (en grec antic Πολιπόρθης) o també Ptoliportes (Πτολιπόρθης) (les dues veus són equivalents) va ser, segons la mitologia grega, un fill d'Odisseu i Penèlope nascut quan aquest heroi va tornar de la guerra de Troia.
Va néixer quan Odisseu regnava sobre els tesprotis i el va conèixer quan va tornar a Ítaca. Algunes fonts el fan fill de Telèmac i Nausica.